# Gnumeric
Gnumeric je svobodně šiřitelný tabulkový procesor. Má být svobodnou náhradou za proprietární tabulkové kalkulátory jako Microsoft Excel.
Gnumeric je schopen importovat a exportovat data z několika formátů tabulkových kalkulátorů včetně CSV, Microsoft Excel, XML, HTML, Applix, Quattro Pro, PlanPerfect, Sylk, DIF, Oleo, SC, OpenOffice/StarOffice a Lotus 1-2-3. Jeho přirozený formát je XML komprimovaný gzipem.
Gnumeric je šířen pod licencí GNU General Public License. První verze 1.0 byla uvolněna 31. prosince 2001.
Od verze 1.7 podporuje Microsoft Office Open XML (soubory s příponou .xlsx).